# Photios Ier d'Alexandrie
Pour les articles homonymes, voir Photios.
Photios Ier (né en 1853 à Tinos et mort en 1925 à Zurich) est patriarche orthodoxe d'Alexandrie et de toute l'Afrique du 22 janvier 1900 au 4 septembre 1925.

## Biographie
Il naît en Grèce à Tinos et étudie au séminaire de la Sainte-Croix à Jérusalem. Il devient ensuite le secrétaire du patriarche orthodoxe de Jérusalem, et est élevé à la dignité d'archimandrite en 1881. Il est élu patriarche de Jérusalem à la mort du patriache Jérothée en 1882, mais le sultan ottoman n'entérine pas ce choix. Ce n'est qu'en 1900 à la mort du patriarche Sophrone qu'il est à nouveau réélu, mais cette fois-ci au siège d'Alexandrie, en Égypte. Il y fonde sept nouvelles éparchies (diocèses dans l'orthodoxie).
Il construit des églises, des écoles et multiplie les œuvres charitables. Il ouvre aussi le musée patriarcal et la bibliothèque Alexandrine.
Il s'oppose vigoureusement en 1923 à la réforme du calendrier liturgique proposée par le patriarche de Constantinople Mélèce (1871-1935).
Il meurt à Zurich en 1925.
Le site web de la Grande Loge de Grèce le donne comme franc-maçon, membre de la loge Pythagore,. 